# Valentin Hotea
Valentin „Vali“ Hotea (* 26. August 1967 in Bukarest) ist ein rumänischer Regisseur.

## Leben und Wirken
Von 1987 bis 1989 studierte er Fotografie an der Kunstschule Bukarest. Den Diplomabschluss in Filmregie machte er im Jahre 1995 an der Nationaluniversität der Theater- und Filmkunst „Ion Luca Caragiale“ Bukarest im Hauptfach Filmregie. Valentin Hotea ist Mitglied der UCIN (Rumänischer Verband der Filmschaffenden). Sein Diplomfilm, Das große Abenteuer (Marea aventură), wurde beim internationalen Filmfestival in Costineşti im Jahre 1994 mit dem Preis für den besten Regisseur und mit dem Prix Arte (Arte TV Preis) beim Henri Langlois Diplomfilmfestival ausgezeichnet und wurde später vom Fernsehsender Arte gekauft.
Nach dem Studium war Valentin Hotea Regisseur mehrerer Musikvideos, Werbespots, Kurzfilme, Dokumentarfilme, Filme und Fernsehserien (Miniserien).
2004 war Valentin Hotea Mitglied der Jury des Festivals Prix Italia in der Kategorie TV Drama, Series & Mini-series. 2005 war er als Vertreter der rumänischen öffentlich-rechtlichen Fernsehgesellschaft TVR in der Jury der Kategorie Fiction beim Festival Prix Europa in Berlin.
Der Spielfilm Roxanne (produziert von HiFilm Romania, Cor Leonis Films Ungarn, Abis Studio Rumänien und realisiert mit Hilfe des Nipkow Programms Berlin, Cottbus Co-Production Forum, San Sebastian Co-Production Forum, Media Business School) hatte im August 2013 beim Filmfestival von Locarno in der Kategorie Cineasti del Presente (Filmemacher von heute) seine Uraufführung. In Rumänien fand die Premiere im Oktober 2013 statt.
Der Film brachte Hotea bis dato Einladungen in den Wettbewerb der Filmfestivals von Cottbus, Sofia, Dublin, Bergamo, Odessa, Luxor, Prag (FebioFest), Valencia (Cinema Jove Festival), Wien (LET’S CEE Film Festival) und in der Kategorie Cinema of the World des IFFI (International Film Festival of India) in Goa, Indien, ein.
Roxanna wurde in den Rumänischen Kulturinstituten in London und Berlin ausgestrahlt.

## Preise und Auszeichnungen
Er wurde von der rumänischen Filmproduzentengewerkschaft für Die Meditation (Meditaţia, Kurzfilm, 1998) und Traumreise (Călătorie de vis, Mittellangfilm, 2004) und vom APTR (Verband der Rumänischen Fernsehprofis) für Die Meditation, Roberta (TV-Film, 2001) und Die Mordkommission (Serviciul Omoruri, Miniserie, 2009) ausgezeichnet.
Der Dokumentarfilm Lucy Castle-Hotea (1997) wurde mit dem Alter-Native Preis beim Internationalen Kurzfilmfestival Alter-Native 5 in Neumarkt am Mieresch (Târgu Mureş) ausgezeichnet.